# Irene Fargo
Irene Fargo właśc. Flavia Irene Pozzaglio (ur. 1 listopada 1962 w Brescii, zm. 1 lipca 2022 tamże) – włoska piosenkarka, aktorka musicalowa, prezenterka telewizyjna.

## Życiorys
Fargo urodziła się jako Flavia Pozzaglio w Brescii. Zaczęła śpiewać jako dziecko, a w wieku zaledwie 11 lat wstąpiła do chóru polifonicznego miasta Chiari. W 1989 roku wzięła udział w Festiwalu Muzycznym Castrocaro z piosenką „Le donne dei soldati veri”.
Fargo była najbardziej znana z dwóch drugich miejsc na Festiwalu Muzycznym w San Remo, w 1991 z piosenką „La donna di Ibsen”, a w 1992 z „Come una Turandot” (zainspirowany Turandot Giacomo Pucciniego). Piosenki osiągnęły odpowiednio 14. i 5. miejsce we włoskiej paradzie przebojów. W 1993 roku zajęła trzecie miejsce na festiwalu Cantagiro. W 1994 roku została obsadzona w popularnym programie rozrywkowym Domenica in. Pod koniec lat 90. była stałym gościem w programach telewizyjnych Paolo Limitiego. Począwszy od 2000 roku miała główne role w kilku musicalach scenicznych. Była popularną piosenkarką na weselach na Malcie. 
Zmarła 1 lipca 2022 roku po długiej chorobie w wieku 59 lat.

## Dyskografia
- 1991: Irene Fargo (Carosello)
- 1992: La voce magica della luna (Carosello)
- 1993: Labirinti del cuore (Carosello)
- 1995: O core e Napule (Carosello)
- 1997: Fargo (Tring)
- 1999: Appunti di viaggio (Azzurra music)
- 1999: Va da lei (Saar)
- 2005: Insieme (Alta sintonia)
- 2009: Cartolina napoletana (Pressing music ltd)
- 2012: Crescendo (Pressingmusicltd)